# Chiến dịch Manhattan
Chiến dịch Manhattan là cuộc hành quân do Lữ đoàn 1 và 2, Sư đoàn 25 Bộ binh và Lữ đoàn 3, Sư đoàn 4 Bộ binh tiến hành tại khu rừng Hố Bò/Bến Củi, kéo dài từ ngày 23 tháng 4 đến ngày 7 tháng 6 năm 1967.:146

## Bối cảnh
Mục tiêu của chiến dịch này nhằm phá hủy các căn cứ của Mặt trận Dân tộc Giải phóng miền Nam Việt Nam (MTDTGPMNVN) ở rừng Hố Bò, rừng Bời Lời, khu vực Bến Củi và dọc theo sông Sài Gòn.

## Diễn biến
Chiến dịch bắt đầu vào ngày 23 tháng 4. Ngày 9 tháng 5, Lữ đoàn 2, Sư đoàn 25 Bộ binh rút khỏi cuộc hành quân và trở về Căn cứ Củ Chi nhằm chuẩn bị cho Chiến dịch Kolekole. Ngày 10 tháng 5, Lữ đoàn 3, Sư đoàn 4 Bộ binh rút khỏi cuộc hành quân và trở về Căn cứ Dầu Tiếng nhằm chuẩn bị cho Chiến dịch Ahina và Chiến dịch Diamond Head. Lữ đoàn 1, Sư đoàn 25 Bộ binh vẫn tiếp tục cuộc hành quân, đảm bảo an ninh cho Tiểu đoàn 65 Công binh sử dụng máy ủi Rome để phá hủy các công sự của Quân Giải phóng khi bị phát hiện.

## Hậu quả
Chiến dịch Manhattan chính thức kết thúc vào ngày 7 tháng 6, Quân Giải phóng tổn thất 74 người, với 99 người nữa ước tính bị giết, 19 người bị bắt làm tù binh và ba người ra chiêu hồi. Tổng cộng có 201 vũ khí nhỏ và 18 vũ khí do tổ lái sử dụng đã bị thu giữ.